# Ronald James Cooper
Ronald James Cooper Smith (Bristol, 1943) és un sociòleg d'origen anglès, però establert des de fa temps a l'illa d'Eivissa. L'any 2020, va canviar a la nacionalitat espanyola, adquirint per tant un segon cognom (matronímic) Smith. Escriu i tradueix en anglès i català, i és col·laborador de l'Enciclopèdia d'Eivissa i Formentera. Es llicencià en filosofia, política i economia ("PPE") a la Universitat d'Oxford l'any 1965. La mateixa universitat li va concedir el doctorat ("D.Phil.") en sociologia l'any 1976 per una tesi pionera sobre l'impacte econòmic i sociocultural del turisme de masses a Eivissa en el context històric de l'illa.